# Яд ва-Шем
„Яд ва-Шем“ (на иврит: יד ושם, „Място/памет и име“) е национален „Мемориал на катастрофите (Холокоста) и героизма“, разположен в Йерусалим.
В него е събрана информация за евреите – жертви на нацизъм в периода 1933 – 1945 г. Мемориалът е основан по решение на Кнесета (израелския парламент) през 1953 г. Посещаван е ежегодно от над 1 милион души.
Произходът на името е от библейски стих: „На тях Аз ще дам в дома Си и вътре в стените Си Спомен и име (Яд Вашем) по-добро от синове и дъщери; На тях ще дам вечно име, Което няма да се заличи“.

## Комплекс
На територията на мемориала „Яд ва-Шем“ са разположени следните обекти.
- Музей, документиращ историята на преследването на евреите. През март 2005 г. е построено новото здание на музея „Моше Сафди“ (Moshe Safdie). От над 100 телевизионни екрана жертви разказват за преживените ужаси по време на холокоста.
- Музей на изкуството с рисунки и картини от концентрационните лагери.
- Много паметници, скулптури и паметни места.
- Библиотека – най-голямата сбирка от книги за катастрофата, сполятеля европейските евреи (87 000 книги на различни езици).
- Архив, в който са събрани 58 милиони страници с документи и повече от 100 000 фотографии.

## Архив
Архивът е ключов момент в дейността на „Яд ва-Шем“. В него е създадена база от данни за всички убити евреи.
Всеки посетител може да попълни специална бланка, в която да посочни данни за загинали хора. Тази информация се съпоставя в базата данни с други достоверни източници. Бланката може да се попълни и онлайн на сайта на „Яд ва-Шем“. В този сайт може да се поиска информация за загинали евреи. Сайтът се посещава ежемесечно от повече от милион хора.

## галерия
- Зала на имената, съдържаща страници със свидетелски показания, посветена на милиони евреи, загинали в Холокоста
- Паметник на депортирането